# Thaumatogelis sardous
Thaumatogelis sardous là một loài tò vò trong họ Ichneumonidae.